# Gulgrön gylling
Gulgrön gylling (Oriolus flavocinctus) är en fågel i familjen gyllingar inom ordningen tättingar.

## Utseende och läten
Gulgrön gylling är en medelstor sångfågel med en lång röd näbb och röda ögon. Ovansidan är olivgrön, undersidan grönaktig på bröstet övergående i gult på buken. Ungfågeln är också gul på buken, till skillnad från grönryggig gylling eller australisk fikonfågel. Sången som hörs ofta är ett fylligt och gutturalt "yok-yok-yoddle".

## Utbredning och systematik
Gulgrön gylling delas in i fyra underarter av Clements et al:
- O. f. flavocinctus – Aruöarna, södra Nya Guinea, östra Små Sundaöarna och norra Australien
- O. f. tiwi – Melvilleön och Bathhurstöarna (Northern Territory)
- O. f. flavotinctus – norra Queensland (Cape York-halvön och öarna i södra Torres sund)
- O. f. kingi – nordöstra Queensland (södra Atherton Tableland till centrala Townsville)

Andra, som International Ornithological Congress (IOC), urskiljer ytterligare två underarter, migrator och muelleri, med utbredning i östra Små Sundaöarna respektive sydcentrala Nya Guinea.

## Status och hot
Arten har ett stort utbredningsområde, men tros minska i antal, dock inte tillräckligt kraftigt för att den ska betraktas som hotad. Internationella naturvårdsunionen IUCN listar arten som livskraftig (LC).